# Raikivți, Hmelnîțkîi
Raikivți (în ucraineană Райківці) este o comună în raionul Hmelnîțkîi, regiunea Hmelnîțkîi, Ucraina, formată numai din satul de reședință.

## Demografie
Componența lingvistică a comunei Raikivți
     Ucraineană (98,44%)
     Rusă (1,15%)
     Alte limbi (0,34%)
Conform recensământului din 2001, majoritatea populației comunei Raikivți era vorbitoare de ucraineană (98,44%), existând în minoritate și vorbitori de rusă (1,15%).